# Metanarthecium luteoviride
Metanarthecium luteoviride là một loài thực vật có hoa trong họ Nartheciaceae. Loài này được Maxim. mô tả khoa học đầu tiên năm 1867.